# Haarlem (stacja kolejowa)
Haarlem – stacja kolejowa w Haarlem, w prowincji Holandia Północna, w Holandii, typu przelotowo-czołowego.

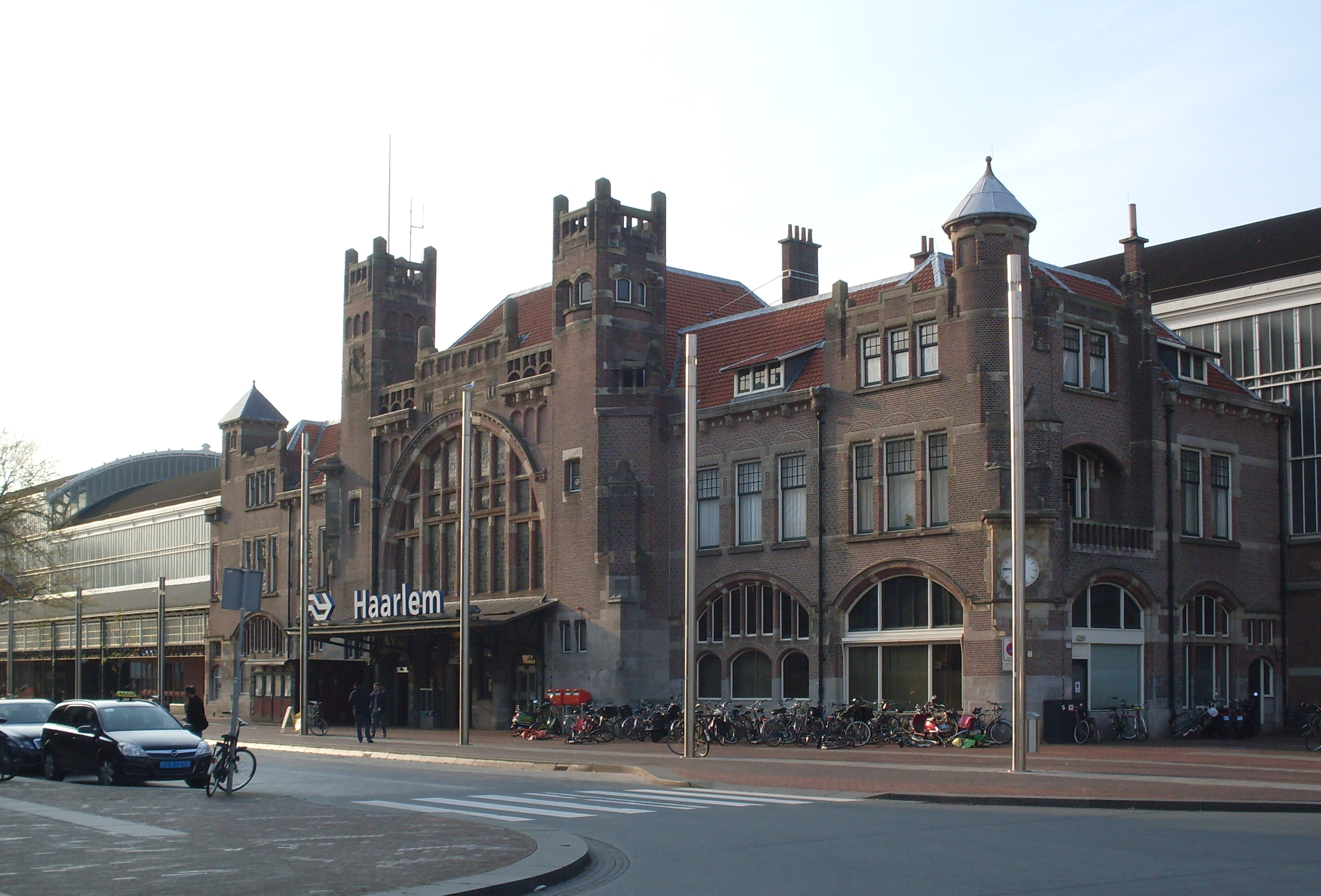
Dworzec

Stacja została otwarta w 1839 i posiada piękny oryginalny secesyjny budynek dworca. Odchodzą stąd cztery linie kolejowe: na północ do Alkmaaru, na wschód do Amsterdamu, na południe do Lejdy i na zachód do Zandvoort.
Stacja w Haarlem została zbudowana jako zakończenie pierwszej linii kolejowej w Holandii, relacji Amsterdam-Haarlem. Od maja 1998 miasto Haarlem posiada także drugą stację kolejową: Haarlem Spaarnwoude, przelotową, położoną na linii w kierunku do Amsterdamu, nie zatrzymują się jednak na niej wszystkie pociągi.